# Алфред дьо Мюсе
Алфрèд дьо Мюсè (на френски: Alfred Louis Charles de Musset-Pathay) е френски драматург, поет, романтик и новелист, член на Френската академия (1852).

## Биография
Роден е на 11 декември 1810 г. в Париж, Франция, в аристократично семейство, от което наследява вкуса към изящната словесност и към изкуствата. Предполага се, че негова прапралеля е Жана д’Арк и е в роднински връзки с поета Жоашен дю Беле. Баща му, Виктор-Данатиен дьо Мюсе-Пате (роден на 5 юни 1768), е висш държавен чиновник, завеждащ кабинета на министъра на войната и литератор, аристократ либерал. На 2 юли 1801 сключва брак с Едме-Клодет-Кристин Гюйо-Дезербиер (родена на 14 април 1780), дъщеря на политика и литератора Клод-Антоан Гюйо-Дезербиер (1745 – 1828). Двамата имат четири деца: Пол-Едме (роден на 7 ноември 1804), Луиз-Жени (родена и починала през 1805), Алфред (роден на 11 декември 1810) и Шарлот-Амели-Ермин (родена на 1 ноември 1815).
Дядо му е поет, а баща му е специалист по Жан-Жак Русо, чиито творби издава. Фигурата на Русо има основополагаща роля в съзнанието на поета. Той многократно му отдава почит и атакува неговия противник Волтер. Негов роднина, при когото прекарва ваканциите си в замъка „Коне“, е писателят Луис Александър Мари дьо Мюсе, маркиз Дьо Коне (1753 – 1839), командир на гренадирите и смел воин, носител на много кралски отличия. Гледката от замъка към камбанарията на църквата в „Коне“ го вдъхновява за прочутата „Лунна балада“. Неповторимата атмосфера на красивата провинция е отразена и в комедията „С любовта шега не бива“, както и в новелата „Марго“.
През октомври 1817 г. 7-годишният Мюсе е записан в прочутия лицей „Анри ІV“, където и до днес има негова статуя. Там най-близък приятел му е Фердинанд Филип Луи Шарл Ерик Розалино д’Орлеан, херцог на Орлеан (1810 – 1842), най-големият син на крал Луи-Филип І.
През 1827 г. Мюсе получава втора награда на ежегодния Общ конкурс по латински, насочен към най-добрите ученици. Благодарение на Пол Фуше, девер на Виктор Юго, започва да посещава Cénacle – салонът на Шарл Нодие в Библиотеката на Арсенала. През този период започва да симпатизира на Шарл-Огюстен дьо Сент-Бьов и на Алфред дьо Вини, отказвайки да се прекланя пред Юго.
По-късно започва да следва медицина, право и живопис, както и да учи саксофон, пиано и английски, и става един от първите поддръжници на Френския романтизъм. 
Започва литературната си кариера през 1828 г., когато в дижонски вестник се появява баладата му „Сън“. През същата година публикува свободен превод на „Изповед на един английски пушач на опиум“ от Томас де Куинси.
През 1830 г. пише стихосбирката си Contes d'Espagne et d'Italie, La quittance du diable – почит към една лесен екзотичност и към романтичните митологии. Прави театралния си дебют с пиесата Nuit Vénitienne, която е провал. На 20-годишна възраст все още зараждащата му се литературна слава вече е придружена от неспокоен живот, характеризиращ се с поведението му в стил „денди“, но и със сериозни проблеми с алкохолизма. Приближавайки се към поезията и заради желанието за светски живот, както и за истинско призвание, Мюсе се посвещава дълбоко на изкуството едва след смъртта на баща си, през 1832 г., жертва на епидемия от холера.
През 1832 г. на сцена е поставен „Спектакъл във фотьойл“, съставен от драма (La coupe et le lèvres), комедия (À quoi rěvent les jeunes filles?) и ориенталски разказ (Namouna).
През 1833 г. той пише поемата си Rolla, в която изразява характерните за него мотиви като отчаяната констатация на загубата на непорочността и трудността за възстановяване на абсолютните стойности. 
През 1834 г. започва страстна връзка с Жорж Санд, с която пътува из Италия. Това пътешествие вдъхновява романтичната му драма „Лоренцачо“. Във Венеция се разболява и Санд му изневерява с лекуващия го лекар Пиетро Паджело. Мюсе се завръща сам в Париж и поставя комедиите „Продавачът на свещи“ и „С любовта шега не бива“. Връзката му със Санд приключва през март 1835 г. През 1836 г. пише известния си роман „Изповедта на едно дете на века“, посветен на нея. 
В периода 1835 – 1837 г. публикува лиричния си шедьовър Les Nuits върху темите за болката, любовта и вдъхновението, както и „Писма до Ламартен“. 
През 1840 г. затваря поетическия си сезон с „Пълни поетически съчинения“.
През 1845 г., подобно на Оноре дьо Балзак, е удостоен с Ордена на Почетния легион. 
През 1848 г. е уволнен от поста на библиотекар към Министерството на вътрешните работи и впоследствие става библиотекар към Министерството на образование при Втората империя.
През 1852 г. става член на Френската академия. В този период има връзка с театралната актриса Луиз-Розали Алан-Деспейо.
Умира почти забравен  от усложнения на сифилис на 2 май 1857 г. в Париж на 46-годишна възраст. Погребан е в гробището „Пер-Лашез“, под върба (както е волята му), която стои и до днес.

## Творчество
В творчеството му се преплитат искрени чувства, жизнерадостност и любов към живота с песимистично разочарование и отчаяние.
Романи:
- L'Anglais mangeur d'opium (1828) – свободен превод на романа на Томас де Куинси
- Gamiani ou deux nuits d'excès (1833)
- La Confession d'un enfant du siècle (1836)  („Изповедта на едно дете на века“, автобиографичeн)

Повести и разкази:
- Emmeline (1837)
- Le Fils du Titien (1838)
- Frédéric et Bernerette (1838)
- Margot (1838)
- Croisilles (1839)
- Les Deux Maîtresses (1840)
- Histoire d'un merle blanc (1842)
- Pierre et Camille (1844)
- Le Secret de Javotte (1844)
- Les Frères Van Buck (1844)
- Mimi Pinson (1845)
- La Mouche (1853)

Пиеси:
- La Quittance du diable (1830)
- La Nuit vénitienne (1830)
- La Coupe et les lèvres (1831)
- À quoi rêvent les jeunes filles (1832)
- André del Sarto (1833)
- Les Caprices de Marianne (1833)
- Lorenzaccio (1834)
- Fantasio (1834)
- On ne badine pas avec l'amour (1834)
- La Quenouille de Barberine (1835)
- Le Chandelier (1835)
- Il ne faut jurer de rien (1836)
- Faire sans dire (1836)
- Un caprice (1837)
- Il faut qu'une porte soit ouverte ou fermée (1845)
- L'Habit vert (1849)
- Louison (1849)
- On ne saurait penser à tout (1849)
- Carmosine (1850)
- Bettine (1851)
- L'Âne et le Ruisseau (1855)

Лирика:
- À Mademoiselle Zoé le Douairin (1826)
- Un rêve (1828)
- Venise (1828)
- Contes d'Espagne et d'Italie (1830)
- La Coupe et les Lèvres (1831)
- Namouna (1831)
- Rolla (1833)
- Perdican (1834)
- Camille et Rosette (1834)
- L'Espoir en Dieu (1838)

- La Nuit de mai (1835)
- La Nuit de décembre (1835)
- La Nuit d'août (1836)
- La Nuit d'octobre (1837)
- La Nuit d'avril (1838)
- Chanson de Barberine (1836)
- À la Malibran (1837)
- Tristesse (1840)
- Une soirée perdue (1840)
- Souvenir (1841)
- Le Voyage où il vous plaira (1842)
- Sur la paresse (1842)
- Après une lecture (1842)
- Poésies nouvelles (1850)
- Adieu (1850)
- Faustine (1851)
- Chanson de Fortunio (1852)
- Poésies posthumes (1888)
- A pépa (1829)
- A.M.A.T
- Par un mauvais temps

Друго:
- Lettre à M. de Lamartine (1836)
- Lettres de Dupuis et Cotonet (1837)
- Lettres à George Sand (recueil, 1837)
- Dupont et Durand (1838)